# Hongkong a 2011-es úszó-világbajnokságon
Hongkong a 2011-es úszó-világbajnokságon 23 sportolóval vett részt.

## Műugrás
Férfi
| Versenyző                         | Esemény                       | Selejtező | Selejtező | Elődöntő          | Elődöntő          | Döntő               | Döntő               |
| Versenyző                         | Esemény                       | Pont      | Helyezés  | Pont              | Helyezés          | Pont                | Helyezés            |
| --------------------------------- | ----------------------------- | --------- | --------- | ----------------- | ----------------- | ------------------- | ------------------- |
| Ho Wing Chow                      | Férfi 1 méteres műugrás       | 236.10    | 39        |                   |                   | Nem jutott tovább   | Nem jutott tovább   |
| Wai Ching Jason Poon              | Férfi 1 méteres műugrás       | 256.00    | 34        |                   |                   | Nem jutott tovább   | Nem jutott tovább   |
| Wai Ching Jason Poon              | Férfi 3 méteres műugrás       | 270.05    | 50        | Nem jutott tovább | Nem jutott tovább | Nem jutott tovább   | Nem jutott tovább   |
| Ho Wing Chow Wai Ching Jason Poon | Férfi 3 méteres szinkronugrás | 308.46    | 16        |                   |                   | Nem jutottak tovább | Nem jutottak tovább |

Női
| Versenyző                | Esemény                     | Selejtező | Selejtező | Elődöntő          | Elődöntő          | Döntő               | Döntő               |
| Versenyző                | Esemény                     | Pont      | Helyezés  | Pont              | Helyezés          | Pont                | Helyezés            |
| ------------------------ | --------------------------- | --------- | --------- | ----------------- | ----------------- | ------------------- | ------------------- |
| Sharon Chan              | Női 1 méteres műugrás       | 245.10    | 17        |                   |                   | Nem jutott tovább   | Nem jutott tovább   |
| Sharon Chan              | Női 3 méteres műugrás       | 239.45    | 34        | Nem jutott tovább | Nem jutott tovább | Nem jutott tovább   | Nem jutott tovább   |
| Sharon Chan Ho Wing Ngai | Női 3 méteres szinkronugrás | 192.18    | 18        |                   |                   | Nem jutottak tovább | Nem jutottak tovább |

## Hosszútávúszás
Férfi
| Versenyzők         | Esemény                             | Döntő     | Döntő    |
| Versenyzők         | Esemény                             | Idő       | Helyezés |
| ------------------ | ----------------------------------- | --------- | -------- |
| Marcus Yat Ho Yuen | Férfi 5 kilométeres hosszútávúszás  | 1:02:09.2 | 39       |
| Marcus Yat Ho Yuen | Férfi 10 kilométeres hosszútávúszás | 2:12:23.9 | 55       |
| Tin Yu Ling        | Férfi 5 kilométeres hosszútávúszás  | 1:04:14.7 | 44       |
| Tin Yu Ling        | Férfi 10 kilométeres hosszútávúszás | 2:20:13.8 | 62       |

Női
| Versenyzők             | Esemény                           | Döntő     | Döntő    |
| Versenyzők             | Esemény                           | Idő       | Helyezés |
| ---------------------- | --------------------------------- | --------- | -------- |
| Fiona On Yi Chan       | Női 5 kilométeres hosszútávúszás  | 1:04:53.2 | 34       |
| Fiona On Yi Chan       | Női 10 kilométeres hosszútávúszás | 2:17:31.3 | 47       |
| Wing Yung Natasha Tang | Női 10 kilométeres hosszútávúszás | 2:12:00.6 | 43       |

Csapat
| Versenyzők                                                 | Esemény               | Döntő     | Döntő    |
| Versenyzők                                                 | Esemény               | Idő       | Helyezés |
| ---------------------------------------------------------- | --------------------- | --------- | -------- |
| Fiona On Yi Chan Wing Yung Natasha Tang Marcus Yat Ho Yuen | Csapat hosszútávúszás | 1:04:53.4 | 13       |

## Úszás
Férfi
| Versenyző          | Esemény                    | Selejtező | Selejtező | Elődöntő          | Elődöntő          | Döntő             | Döntő             |
| Versenyző          | Esemény                    | Idő       | Helyezés  | Idő               | Helyezés          | Idő               | Helyezés          |
| ------------------ | -------------------------- | --------- | --------- | ----------------- | ----------------- | ----------------- | ----------------- |
| Wong Kai Wai David | Női 200 méteres gyorsúszás | 1:49.58   | 31        | Nem jutott tovább | Nem jutott tovább | Nem jutott tovább | Nem jutott tovább |

Női
| Versenyző     | Esemény                       | Selejtező | Selejtező | Elődöntő          | Elődöntő          | Döntő             | Döntő             |
| Versenyző     | Esemény                       | Idő       | Helyezés  | Idő               | Helyezés          | Idő               | Helyezés          |
| ------------- | ----------------------------- | --------- | --------- | ----------------- | ----------------- | ----------------- | ----------------- |
| Hannah Wilson | Női 50 méteres gyorsúszás     | 25.82     | 24        | Nem jutott tovább | Nem jutott tovább | Nem jutott tovább | Nem jutott tovább |
| Hannah Wilson | Női 100 méteres gyorsúszás    | 55.71     | 27        | Nem jutott tovább | Nem jutott tovább | Nem jutott tovább | Nem jutott tovább |
| Hannah Wilson | Női 50 méteres pillangóúszás  | 27.38     | 26        | Nem jutott tovább | Nem jutott tovább | Nem jutott tovább | Nem jutott tovább |
| Hannah Wilson | Női 100 méteres pillangóúszás | 59.78     | 26        | Nem jutott tovább | Nem jutott tovább | Nem jutott tovább | Nem jutott tovább |
| Sze Hang Yu   | Női 200 méteres gyorsúszás    | 2:00.52   | 28        | Nem jutott tovább | Nem jutott tovább | Nem jutott tovább | Nem jutott tovább |
| Lau Yin Yan   | Női 50 méteres hátúszás       | 29.79     | 40        | Nem jutott tovább | Nem jutott tovább | Nem jutott tovább | Nem jutott tovább |
| Lau Yin Yan   | Női 100 méteres hátúszás      | 1:02.45   | 27        | Nem jutott tovább | Nem jutott tovább | Nem jutott tovább | Nem jutott tovább |
| Lau Yin Yan   | Női 200 méteres hátúszás      | 2:15.09   | 29        | Nem jutott tovább | Nem jutott tovább | Nem jutott tovább | Nem jutott tovább |

## Szinkronúszás
Női
| Versenyzők | Esemény               | Selejtező | Selejtező | Döntő               | Döntő               |
| Versenyzők | Esemény               | Pont      | Helyezés  | Pont                | Helyezés            |
| --- | --------------------- | --------- | --------- | ------------------- | ------------------- |
| Man Yee Nora Cho Yuet Lai Kan Kam Wing Kwok Ho Yan Pang Tsz Ching Pang Eros Pong Ho Yin Kristi Wong Cheuk Wing Cherrie Yung                            | Csapat szabad program | 63.510    | 23        | Nem jutottak tovább | Nem jutottak tovább |
| Ka Wing Cheung Man Yee Nora Cho Yuet Lai Kan Kam Wing Kwok Ho Yan Pang Tsz Ching Pang Eros Pong Ho Yin Kristi Wong Hiu Fung Yu Cheuk Wing Cherrie Yung | Kombinációs kűr       | 65.540    | 15        | Nem jutottak tovább | Nem jutottak tovább |

Tartalék
- Him Nga Lam